# Assekrem

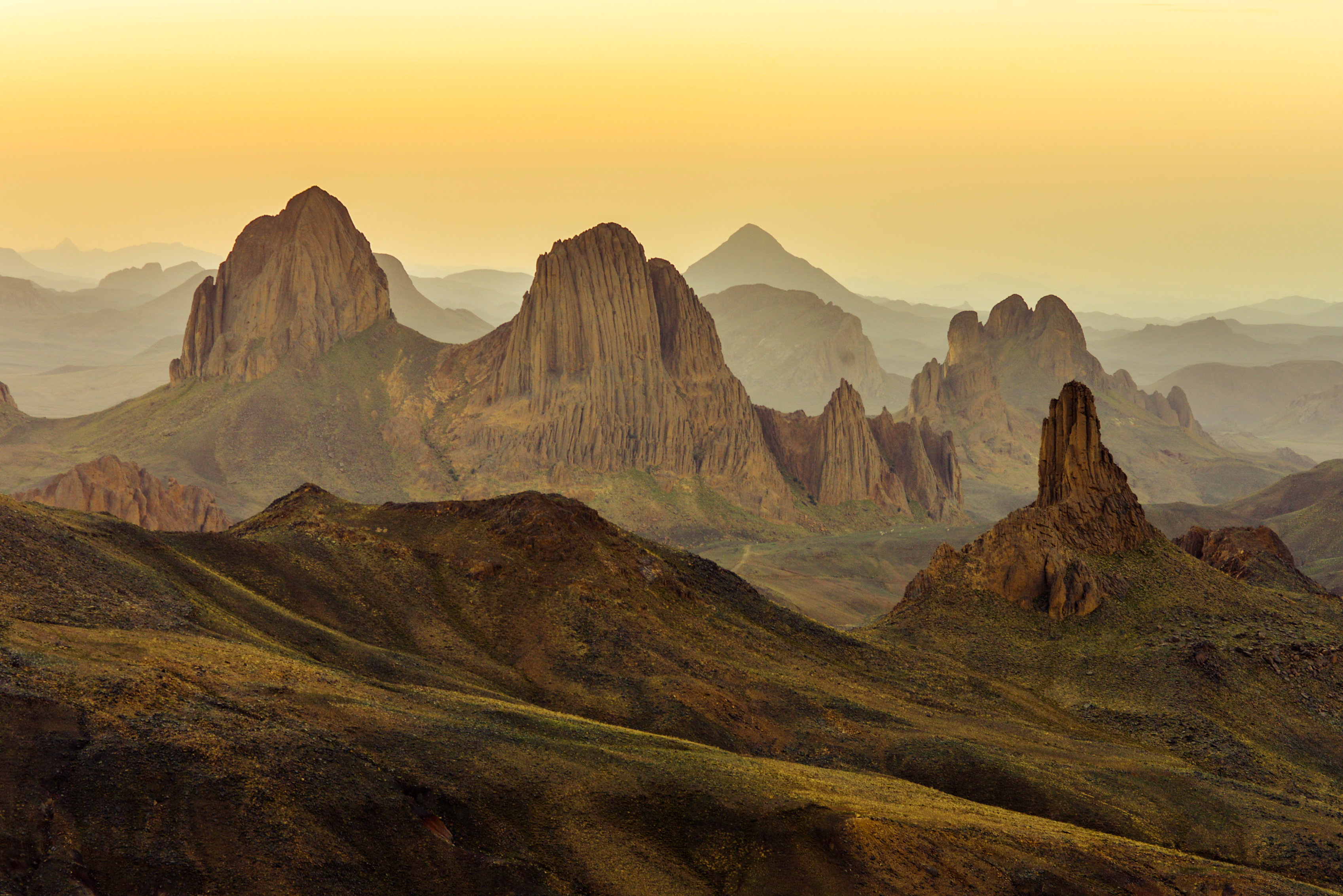
Vue depuis l'Assekrem

L'Assekrem est un haut plateau situé dans les montagnes du Hoggar, dans le sud de l'Algérie, partant du plus grand plateau d'Atakor. Assekrem fait partie du parc culturel de l'Ahaggar. L'altitude est de 2 780 mètres. Le plateau de l'Assekrem est notamment connu pour avoir abrité la retraite spirituelle de Charles de Foucauld.

## Géologie
Le noyau géologique du massif est constitué d'un haut plateau d'érosion, à l'horizontale entre 1900m et 2200m sur un socle du Précambrien.

## Populations
La région de l'Assekrem, comme tout le Hoggar, est peuplée par des clans Amashek touaregs branche du monde amazigh (Berbères), principalement éleveurs nomades. C'est le clan Dag-Rali qui est historiquement présent sur l'Assekrem. Mais ce vaste territoire n'est pas unifié, il est souvent bien précisément délimité entre des tenants de droits financiers sur certaines parcelles de ce territoire. Ainsi, traditionnellement, des zones plus particulières sont attribuées à des fractions de la population touareg en contrepartie d’une redevance (ehere n amadal) payée à l'Amenokal des Kel Ahaggar. Par le passé, certaines zones étaient attribuées à des tenants individuels qui en retiraient des avantages appréciables (élevage, culture, tourisme, établissement, etc.)

## Galerie

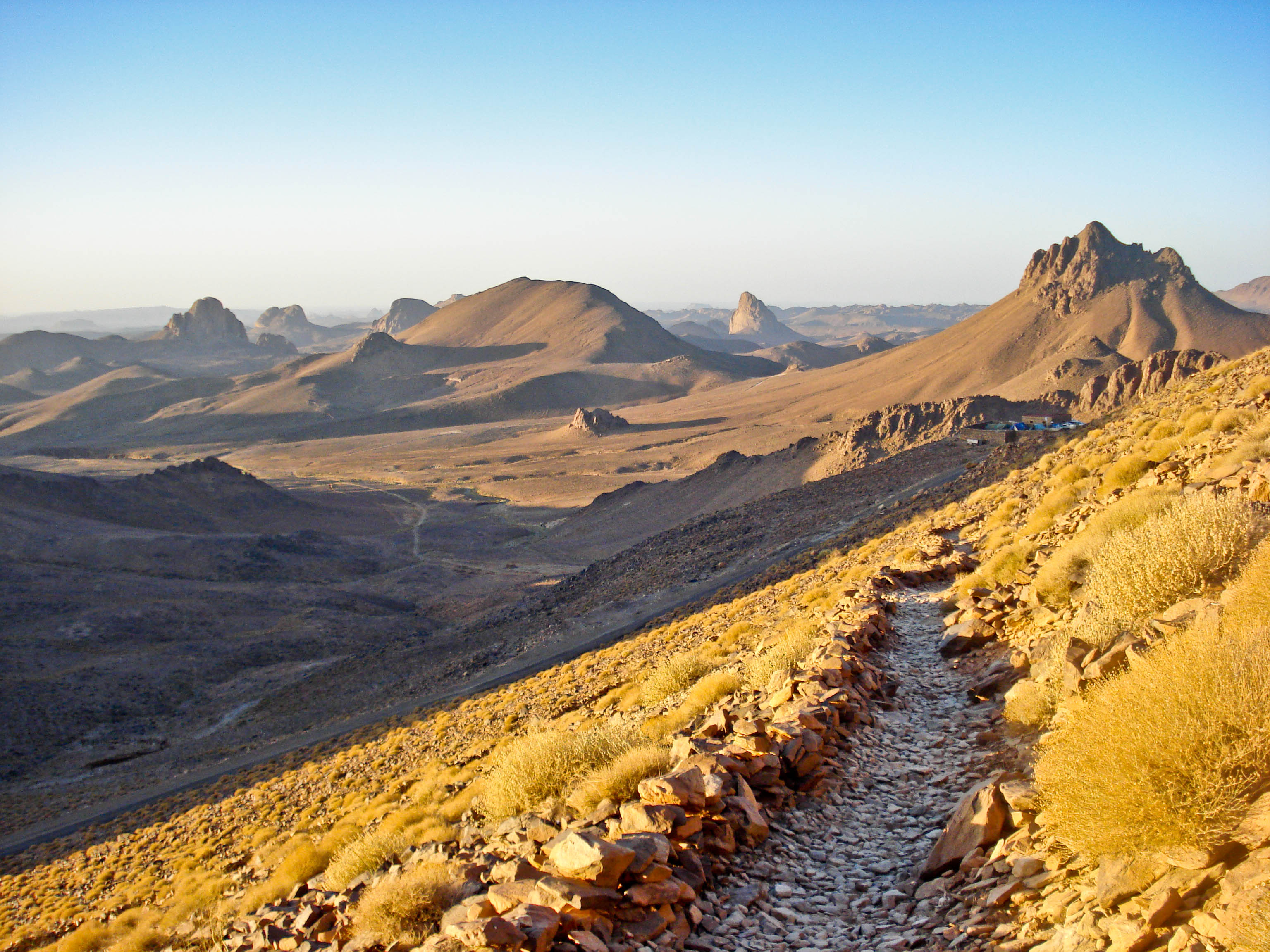
Chemin de randonnée descendant du plateau de l'Assekrem (parc national de l'Ahaggar)
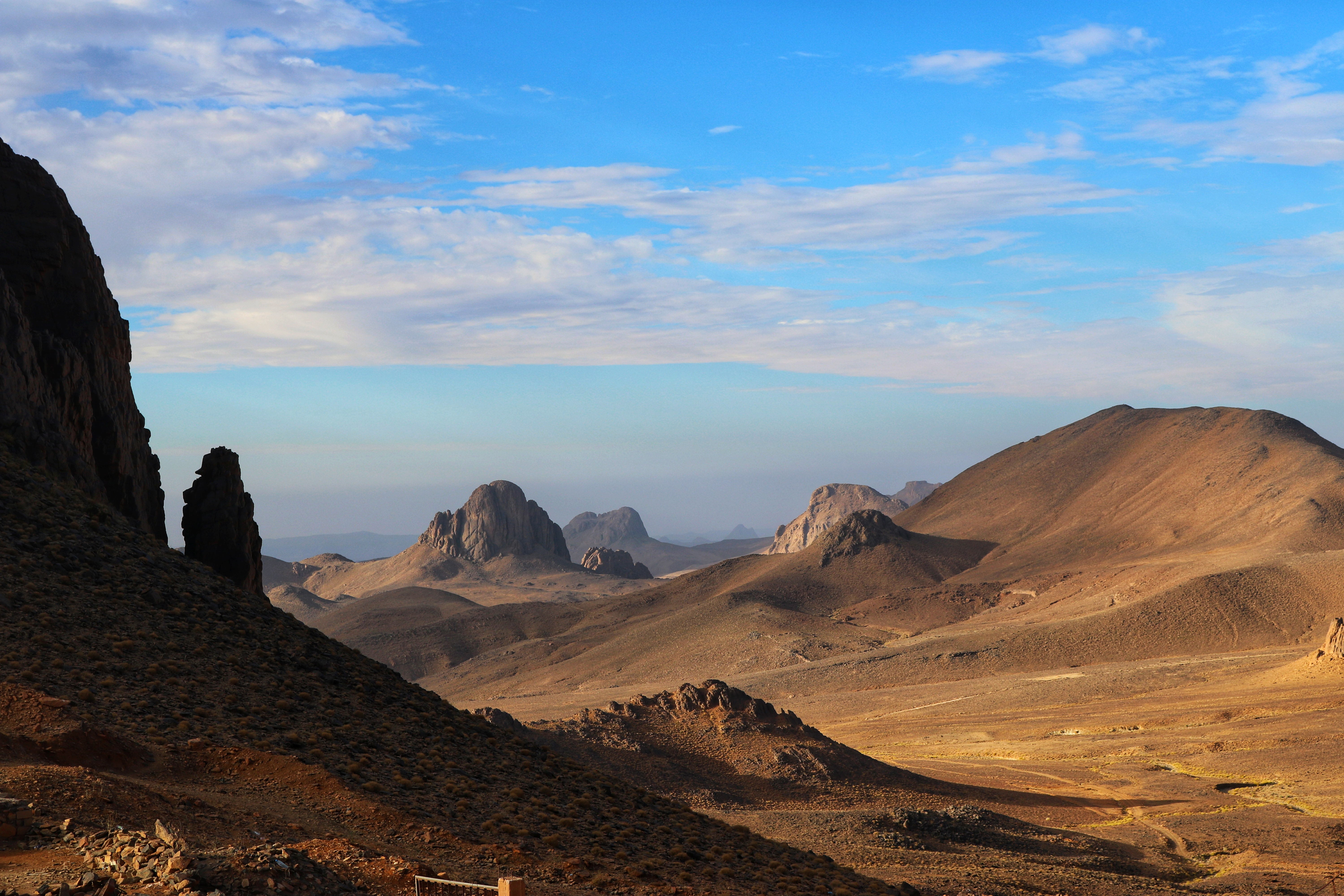
Vue des montagnes autour du plateau
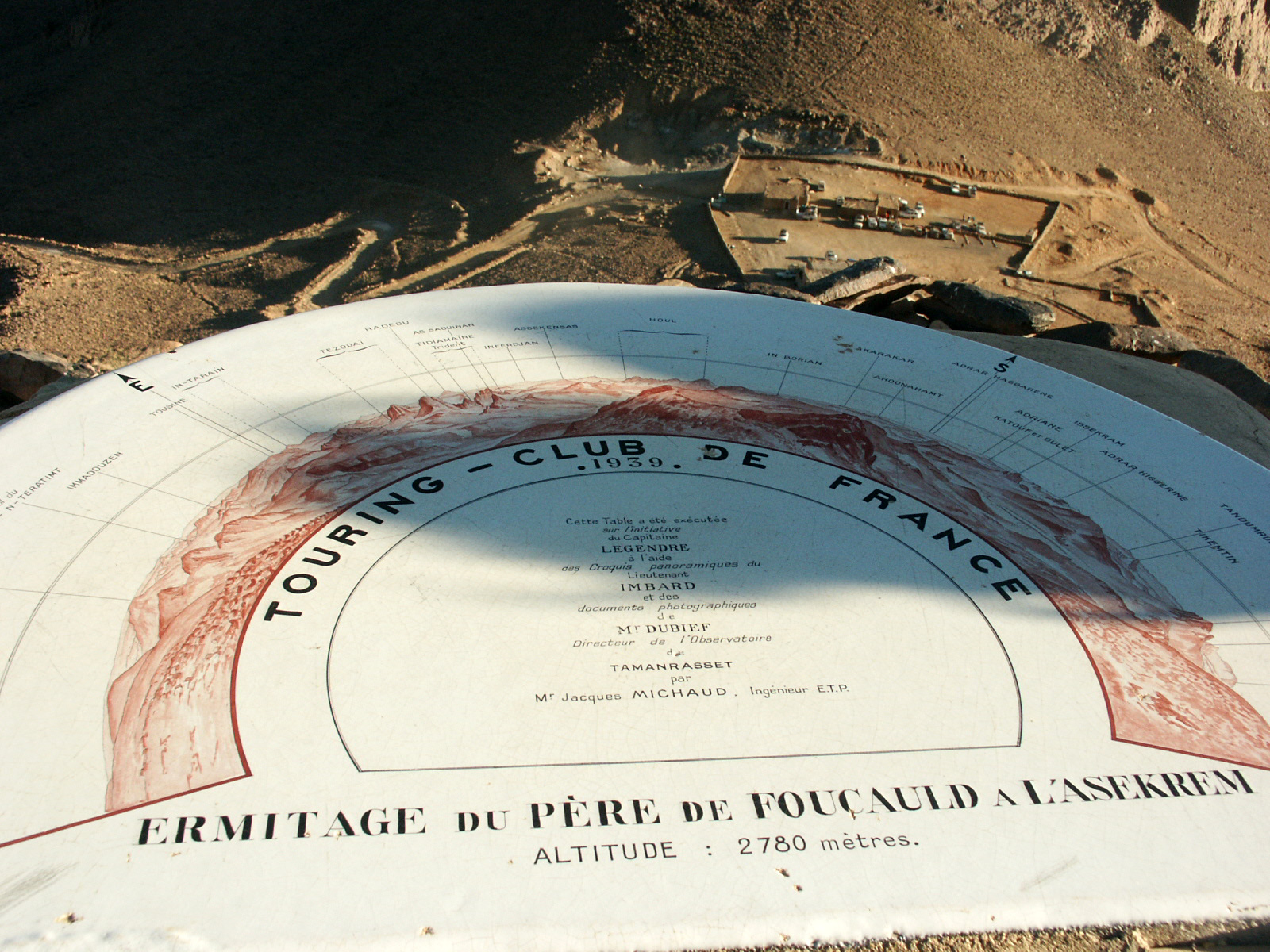
Table d'orientation du célèbre ermitage de Charles de Foucauld, posée en 1939 au sommet du plateau
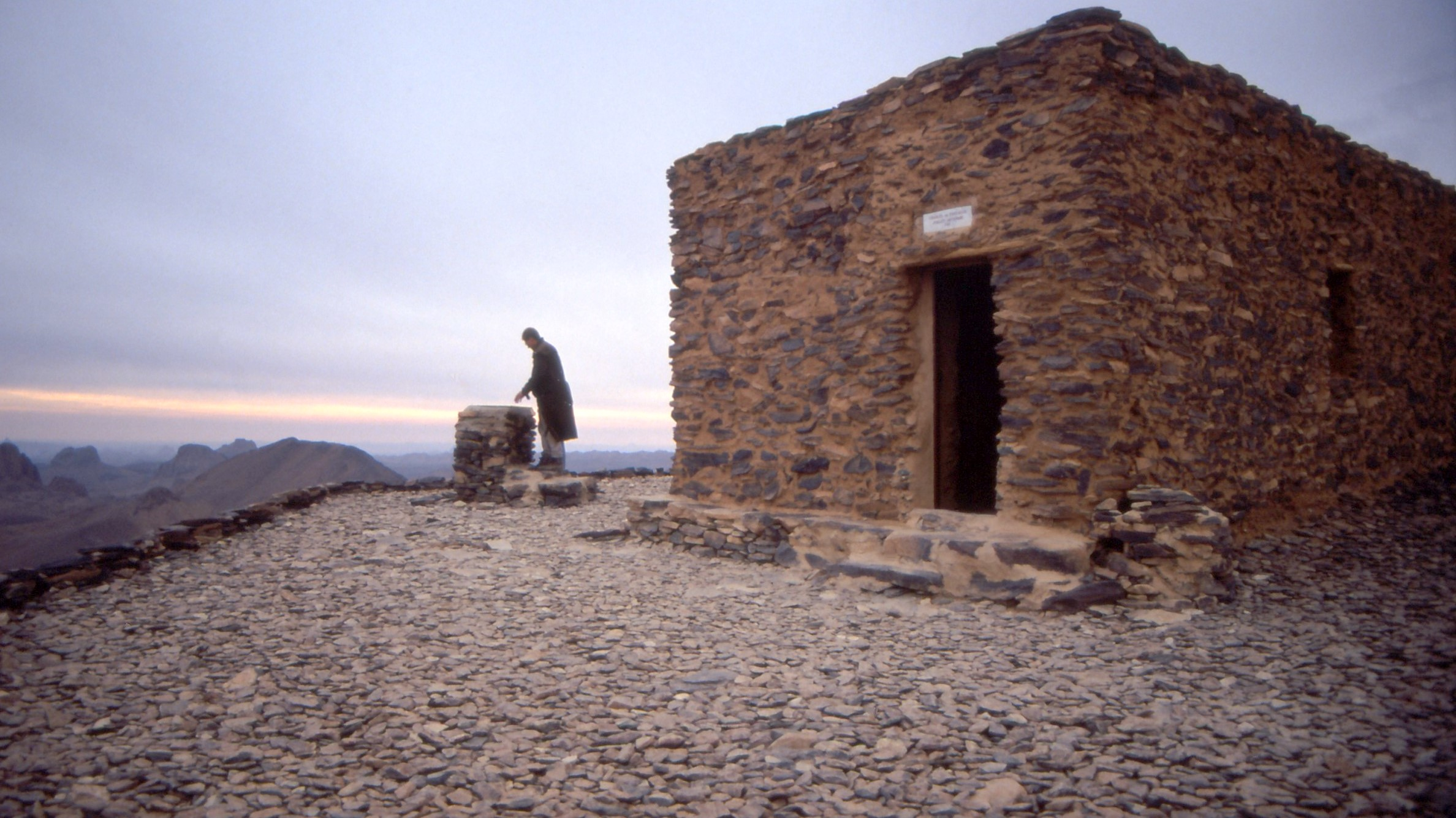
L'ermitage de Foucauld en 1991, à 2780 m d'altitude (construit en juillet 1911)
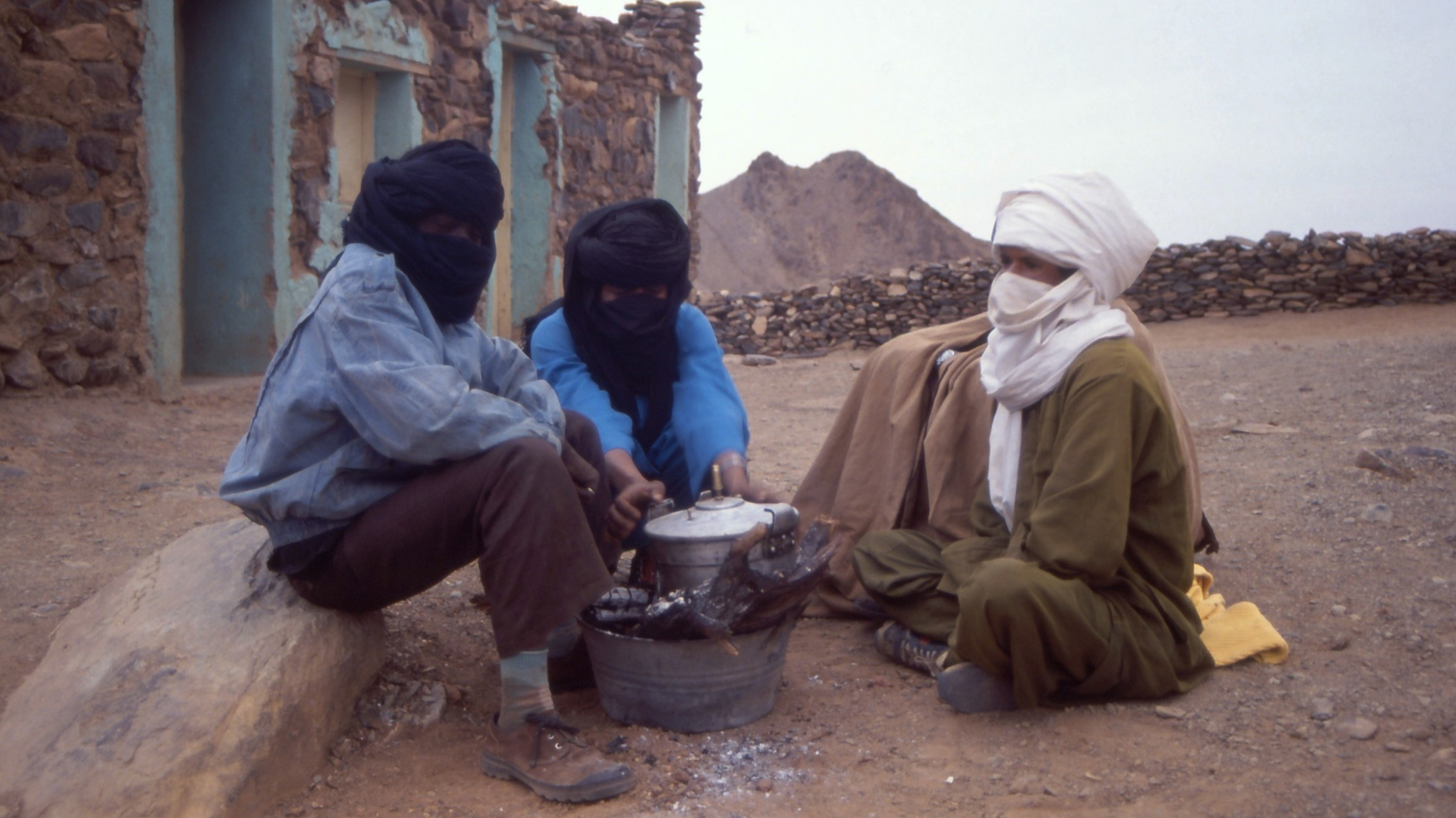
Les Touaregs sont les principaux habitants humains des lieux
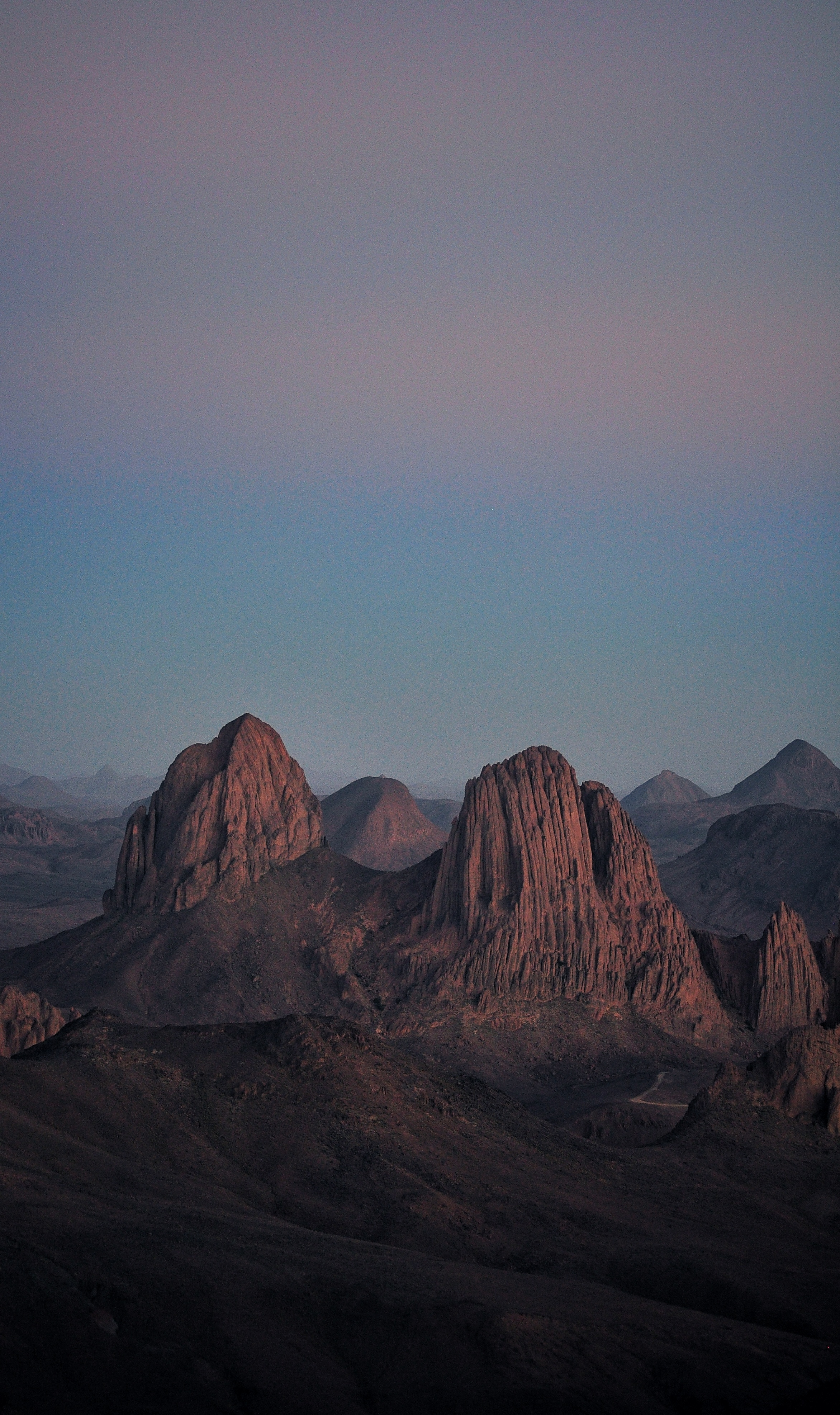
Le ciel de l'Assekrem à la tombée de la nuit
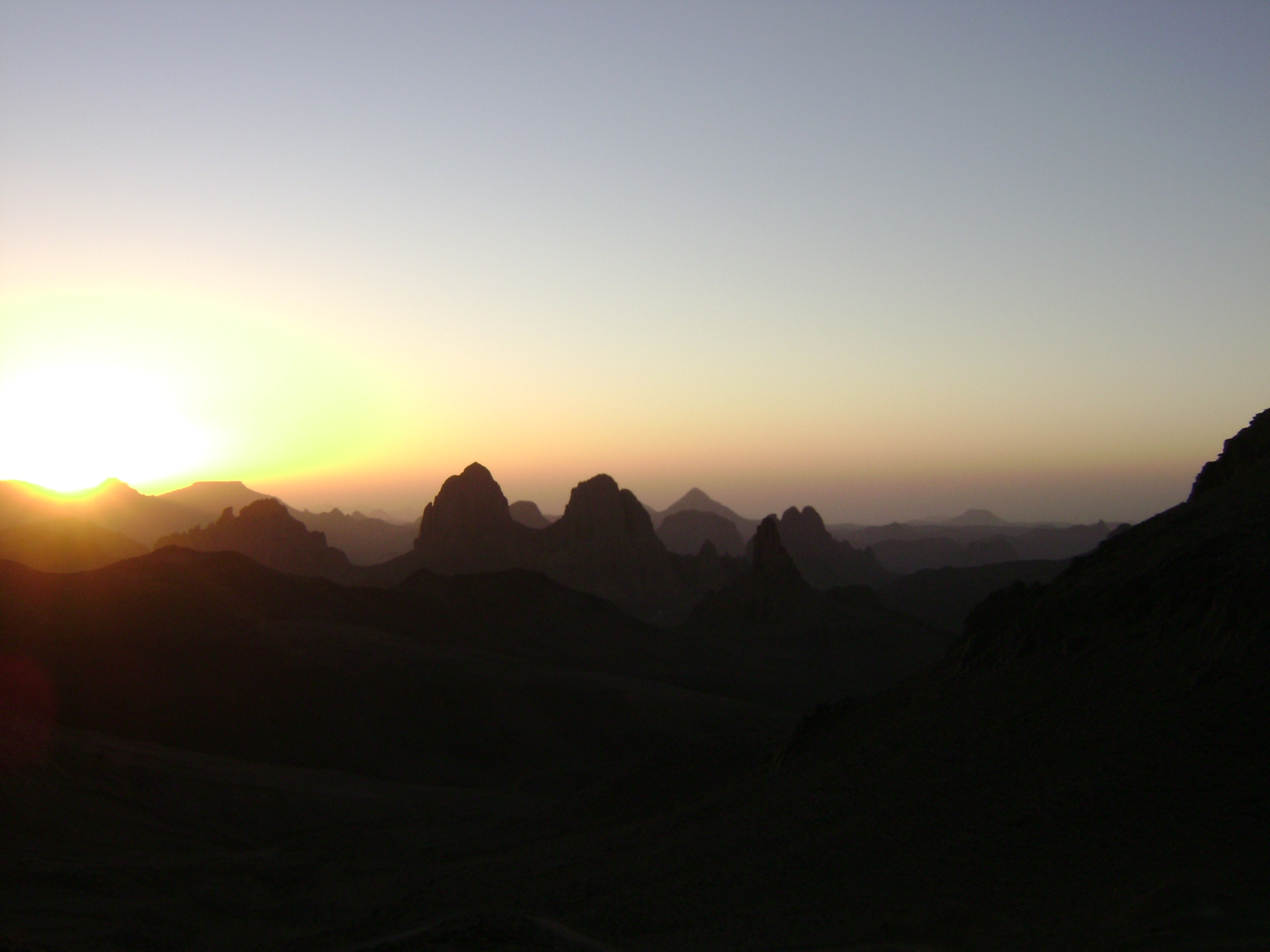
Lever de soleil sur l'Assekrem
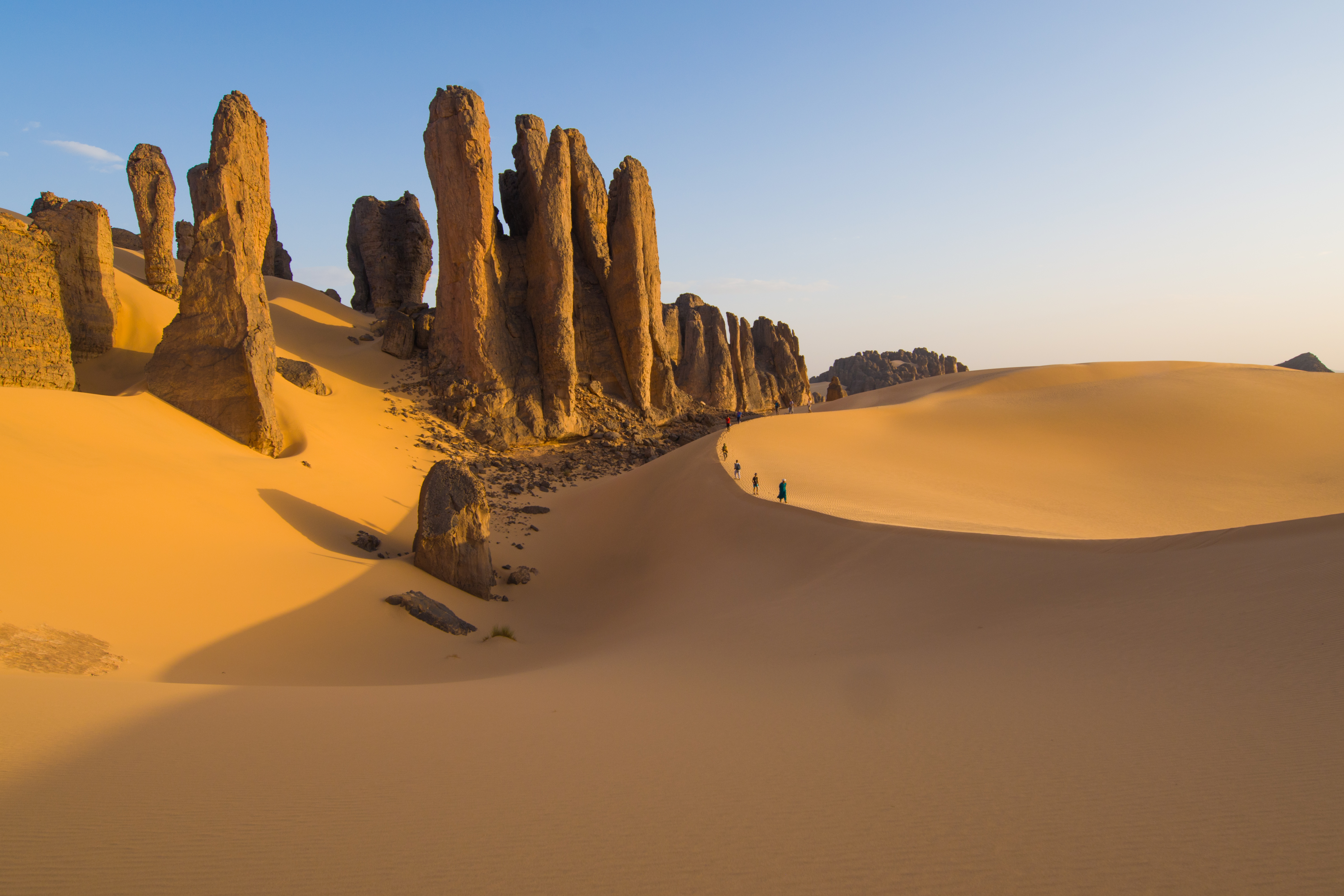
Parc national du Hoggar, à quelques kilomètres du plateau de l'Assekrem

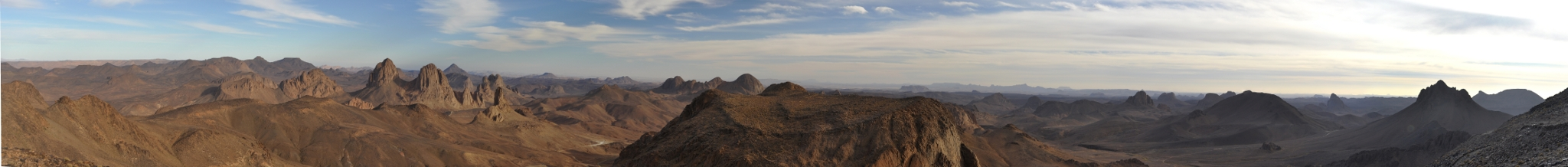
Vue panoramique depuis le plateau de l'Assekrem